# Elliot James Langridge
Elliot James Langridge es un actor inglés, más conocido por haber interpretado a Dave Colburn en la serie Hollyoaks.

## Carrera
El 30 de junio de 2009, se unió al elenco principal de la exitosa serie británica Hollyoaks, donde interpretó a David "Dave" Colburn hasta el 27 de agosto de 2010. En 2009 también interpretó a Dave en uno de los spin-off de la serie llamado Hollyoaks: The Morning After the Night Before.

## Filmografía

### Series de televisión
| Año         | Título                                        | Personaje         | Notas                     |
| ----------- | --------------------------------------------- | ----------------- | ------------------------- |
| 2015        | Vera                                          | Ryan              | episodio "Changing Tides" |
| 2010        | Hollyoaks, Freshers                           | Dave Colburn      | -                         |
| 2009 - 2010 | Hollyoaks                                     | Dave Colburn      | 76 episodios              |
| 2009        | Hollyoaks: The Morning After the Night Before | Dave Colburn      | tv serie                  |
| 2008        | Genie in the House                            | Blake             | episodio "Rock On"        |
| 2008        | The Bill                                      | Kieron Jordan     | episodio "Jack of Hearts" |
| 2008        | Primeval                                      | Joven en la Playa | episodio # 2.7            |

### Películas
| Año  | Título                    | Personaje   | Notas                                                      |
| ---- | ------------------------- | ----------- | ---------------------------------------------------------- |
| 2011 | 247 Degrees North         | Hombre Loco | corto - junto a Clare Cole                                 |
| 2011 | The Pride of Wade Ellison | Eli Ellison | corto - junto a Tim Bentinck, Clare Cole y Michael Lindall |
| 2009 | Underground               | Joven       | junto a Harry Humphry y Antony Heslop                      |